# 涂伟明
涂伟明（1969年10月—），江西兴国人，汉族，中国共产党党员。中华人民共和国政治人物、第十三届全国人民代表大会解放军和武警部队代表。

## 生平
2018年，涂伟明被选为解放军和武警部队出席第十三届全国人民代表大会代表。
2021年信息显示，涂伟明职务为陆军步兵学院军政基础系副主任、教授。